# Plasmogamia

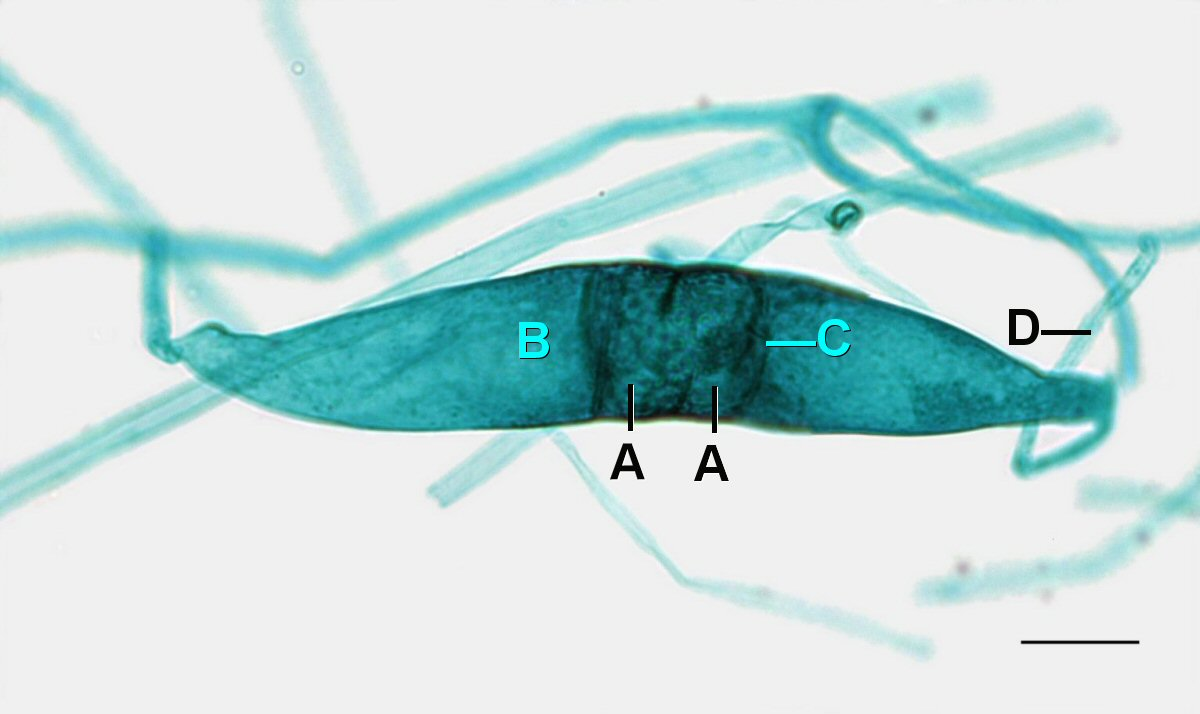
Microscopía de luz del hongo Rhizopus mostrando las primeras etapas de la plasmogamia cuando el cigosporangium inmaduro comienza a formarse. A=Gamatangia(n), B=Célula Suspensora, C=Desarrollo de la pared septal, D=Hifa. Barra de escala = 0.1mm.

La plasmogamia es una etapa de la reproducción sexual de los hongos, en la que el protoplasma de dos células progenitoras (generalmente del micelio) se fusiona sin la fusión de los núcleos, acercando efectivamente dos núcleos haploides en la misma célula. A este estado le sigue la cariogamia, en la que los dos núcleos se fusionan y luego se someten a la meiosis para producir esporas. El estado dicariótico que se produce después de la plasmogamia suele persistir durante muchas generaciones antes de que los hongos se sometan a la cariogamia. Sin embargo, en los hongos inferiores, la plasmogamia suele ir seguida inmediatamente de la cariogamia. Un estudio genómico comparativo indicó la presencia de la maquinaria para la plasmogamia, la cariogamia y la meiosis en los  Amoebozoa.